# Світле (Воткінський район)
Сві́тле (рос. Светлое) — село у Воткінському районі Удмуртії, Росія.
Населення становить 1075 осіб (2010, 1028 у 2002).
Національний склад (2002):
- росіяни — 71 %
- удмурти — 28 %

Урбаноніми:
- вулиці — Берегова, Жовтнева, Колгоспна, Лучна, М. М. Соломенникова, Перемоги, Першотравнева, Польова
- провулки — Жовтневий, Першотравневий, Польовий, Шкільний